# Christopher Budd
Hugh Christopher Budd (ur. 27 maja 1937 w Romford, dziś część Londynu, zm. 1 kwietnia 2023 w Lyme Regis) – brytyjski duchowny rzymskokatolicki, emerytowany biskup diecezjalny Plymouth.

## Życiorys
Święcenia kapłańskie przyjął 8 lipca 1962 w diecezji Brentwood. 19 listopada 1985 papież Jan Paweł II powierzył mu urząd biskupa diecezjalnego Plymouth. Sakry udzielił mu 15 stycznia 1986 Cyril Edward Restieaux, jego poprzednik na tej stolicy biskupiej.
9 listopada 2013 papież Franciszek przyjął jego rezygnację z urzędu. Jego następcą został bp Mark O’Toole.